# Snedsted
Snedsted är en by i Thisteds kommun, Nordjylland, Danmark. Byn är belägen 40 km 
från Lemvig. Orten hade 1 182 invånare år 2021.